# NGC 7782
NGC 7782 је спирална галаксија у сазвежђу Рибе која се налази на NGC листи објеката дубоког неба.
Деклинација објекта је + 7° 58' 14" а ректасцензија 23h 53m 53,9s. Привидна величина (магнитуда) објекта NGC 7782 износи 12,3 а фотографска магнитуда 13,1. Налази се на удаљености од 88,692 милиона парсека од Сунца. NGC 7782 је још познат и под ознакама UGC 12834, MCG 1-60-48, CGCG 407-73, IRAS 23513+0741, PGC 72788.